# Pedro Mendes
Pedro Miguel da Silva Mendes (Guimarães, 1979. február 26. –) portugál válogatott labdarúgó.

## Sikerei, díjai
- Porto
  - Portugál bajnok: 2003–04
  - Portugál szuperkupa: 2003
  - UEFA-bajnokok ligája: 2003–04
- Portsmouth
  - Angol kupa: 2007–08
- Rangers
  - Skót bajnok: 2008–09